# Relations entre Bahreïn et Israël

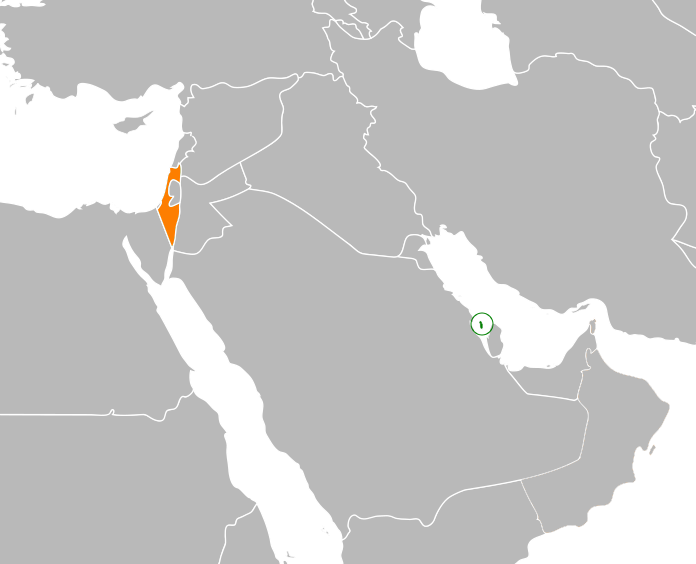
Carte de la région Israël (en orange) et Bahreïn (en vert).

Les relations entre Israël et le Bahreïn sont officielles depuis les accords d'Abraham signés en 2020.

## Histoire
À la suite de leur indépendance de la règle britannique en 1971, Bahreïn est devenu une partie de la ligue arabe Boycott d'Israël. Plus tard, Bahreïn a envoyé des représentants à la Conférence de Madrid de 1991.

### WikiLeaks
En 2011, au milieu de la soulèvement du printemps arabe, les câbles WikiLeaks publiés sur Haaretz ont révélé certaines des relations cachées entre les officiels bahreïniens et israéliens. Lors d'une réunion avec l'ambassadeur des États-Unis en février 2005, le roi de Bahreïn, Hamad Bin Isa Al Khalifa s'était vanté d'avoir pris contact avec l'agence nationale de renseignement nationale d'Israël, Mossad. Il a indiqué que Bahreïn est prêt à développer également des relations dans d'autres domaines. Le roi aurait donné des ordres que des déclarations officielles n'utilisent pas de phrases telles que «ennemi» et «entité sioniste» lors de la référence à Israël. Cependant, il a refusé l'idée d'avoir des relations commerciales, affirmant qu'il était "trop tôt" et serait reporté jusqu'à la création d'un État palestinien indépendant.

### Rapport de Citizen Lab (Pegasus du groupe NSO)
Le rapport Citizen Lab a révélé que le gouvernement bahreïnien a utilisé le Pegasus du groupe NSO pour les militants du piratage, des blogueurs, des membres de Waad (une société politique laïque bahreïnienne), un membre d'Al Wefaq (une société politique chiite bahreïnienne), et des membres du BCHR. Conformément au rapport, les téléphones mobiles d'un total de neuf militants des droits ont été piratés entre juin 2020 et février 2021. Les personnes piratées comprenaient trois membres de Waad, trois de la BCHR, l'un des Al Wefaq et deux des dissidents exilés qui résident à Londres.